# Calvin Floyd
Calvin James Floyd, född 15 november 1931 i Stockholm, död 11 mars 2014 i Bromma var en svensk-amerikansk regissör, manusförfattare, författare, producent, jazzsångare, kompositör och pianist.

## Biografi
Calvin Floyd föddes 15 november 1931 i Stockholm. Han studerade film vid UCLA i USA och arbetade sedan som regissör, manusförfattare, författare, producent och kompositör. Floyd var även jazzsångare och pianist och 1962 blev han medlem i ASCAP. Han var gift med manusförfattaren Yvonne Floyd. Arbetade som musikförläggare i Kalmar. Floyd avled 11 mars 2014 i Bromma.

## Filmografi (urval)
- 1962 – Jag bombade Hiroshima (manus)
- 1961 – Time of the Heathen (producent och manusförfattare).[1]
- 1964 – Faust (producent).[1]
- 1969 – Personal Reflections (TV-serie) (regissör).[1]
- 1969 – Skottet (kompositör).[1]
- 1970 – Champagne Rose är död (regissör, manusförfattare och kompositör).[1]
- 1974 – Sams (regissör).[1]
- 1975 – Vem var Dracula? (regissör, producent och kompositör).[1]
- 1976 – Black Heat (exekutiv producent).[1]
- 1977 – Victor Frankenstein (manusförfattare, regissör och producent).[1]
- 1981 – Ondskans värdshus (manusförfattare, regissör och producent).[1]
- 1982 – Skulden (TV-serie) (skådespelare).[1]
- 1984 – Slagskämpen (producent).[1]
- 1987 – Angel of Vengeance.[1]